# Egas Cueman
Egas Cueman o Egas de Bruselas (Bruselas, primera mitad del siglo XV–Castilla, 18 de septiembre de 1495) fue un escultor y arquitecto hispanoflamenco. Esas denominaciones son el resultado de la castellanización de su nombre neerlandés, que no se ha establecido con claridad: Henri van Eyck, o bien Egas por un lado (castellanización del apellido Eyck o del apellido Eycken) y Cueman por otro (castellanización del apellido Koeman o Koemann).

## Biografía
Llegó a Castilla junto con sus hermanos, que en la documentación de la época reciben los nombres de Hanequin de Bruselas y Antonio o Antón Martínez de Bruselas. Aunque su hermano mayor, Hanequin, aparece citado desde 1440, a Egas no se le cita hasta 1453. La parte más destacada de su obra pertenece al reinado de los Reyes Católicos; y se le considera uno de los que desarrollan el llamado estilo isabelino.
Comenzó trabajando junto a su hermano Hanequin, con el que realizó la capilla de Álvaro de Luna en la catedral de Toledo (capilla de Santiago) y las esculturas (tímpanos y talla de la virgen del parteluz) de la puerta de los leones (desde 1453), y en la catedral de Cuenca la sillería del coro (actualmente en la colegiata de Belmonte) y otras obras. También es el autor de la escultura fúnebre del obispo de Cuenca Fray Lope de Barrientos, que estaba en el hospital de la Piedad de Medina del Campo (Valladolid) y hoy está en el museo de Ferias de la misma ciudad. 
Entre sus obras más importantes está el sepulcro de Alonso de Velasco y su esposa (1464-1476) en el Monasterio de Guadalupe, donde venía trabajando desde 1458 (sepulcro del prior fray Gonzalo de Illescas), y el hoy destruido de Pedro Girón en la capilla del castillo de Calatrava la Vieja (levantada por su hermano Hanequin). La principal innovación del sepulcro de los Velasco es la posición orante de las figuras, recurso que posteriormente utilizarían Diego de Siloé y otros escultores. La riqueza del de Pedro Girón fue parangonada con un modelo borgoñón: de Enrique el Atrevido en Dijon.
Junto con Juan Guas vuelve a trabajar en Toledo entre 1485-1490, llegando a ocupar el cargo de maestro mayor (realizan el trascoro de la catedral), y los dos también intervienen en el Palacio del Infantado (Guadalajara) y el monasterio de San Juan de los Reyes (también en Toledo).
Entre sus discípulos se cuentan sus hijos Antón Egas y Enrique Egas y otros escultores castellanos de la época, como Sebastián de Almonacid.

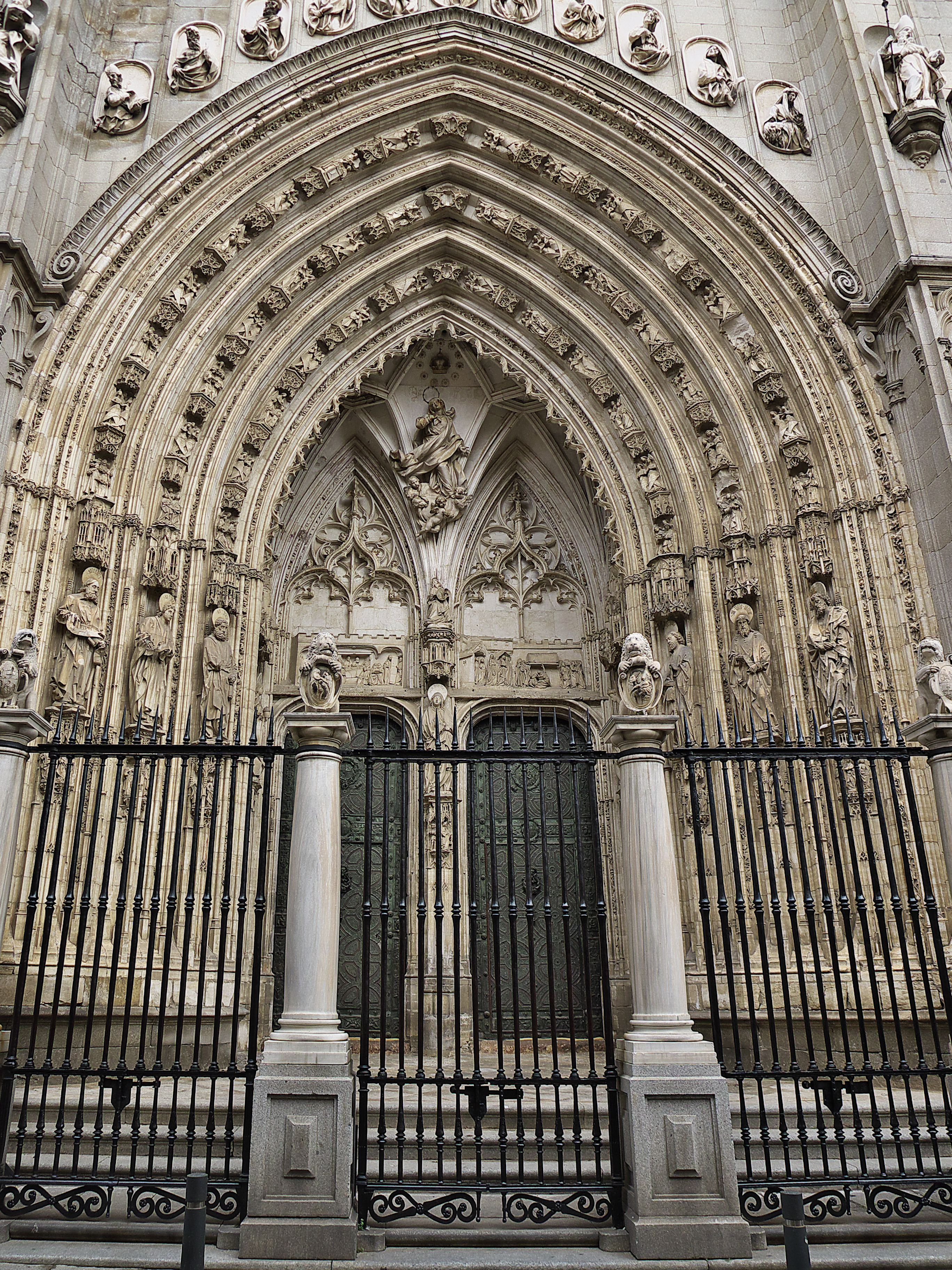
Puerta de los Leones de la Catedral de Toledo.
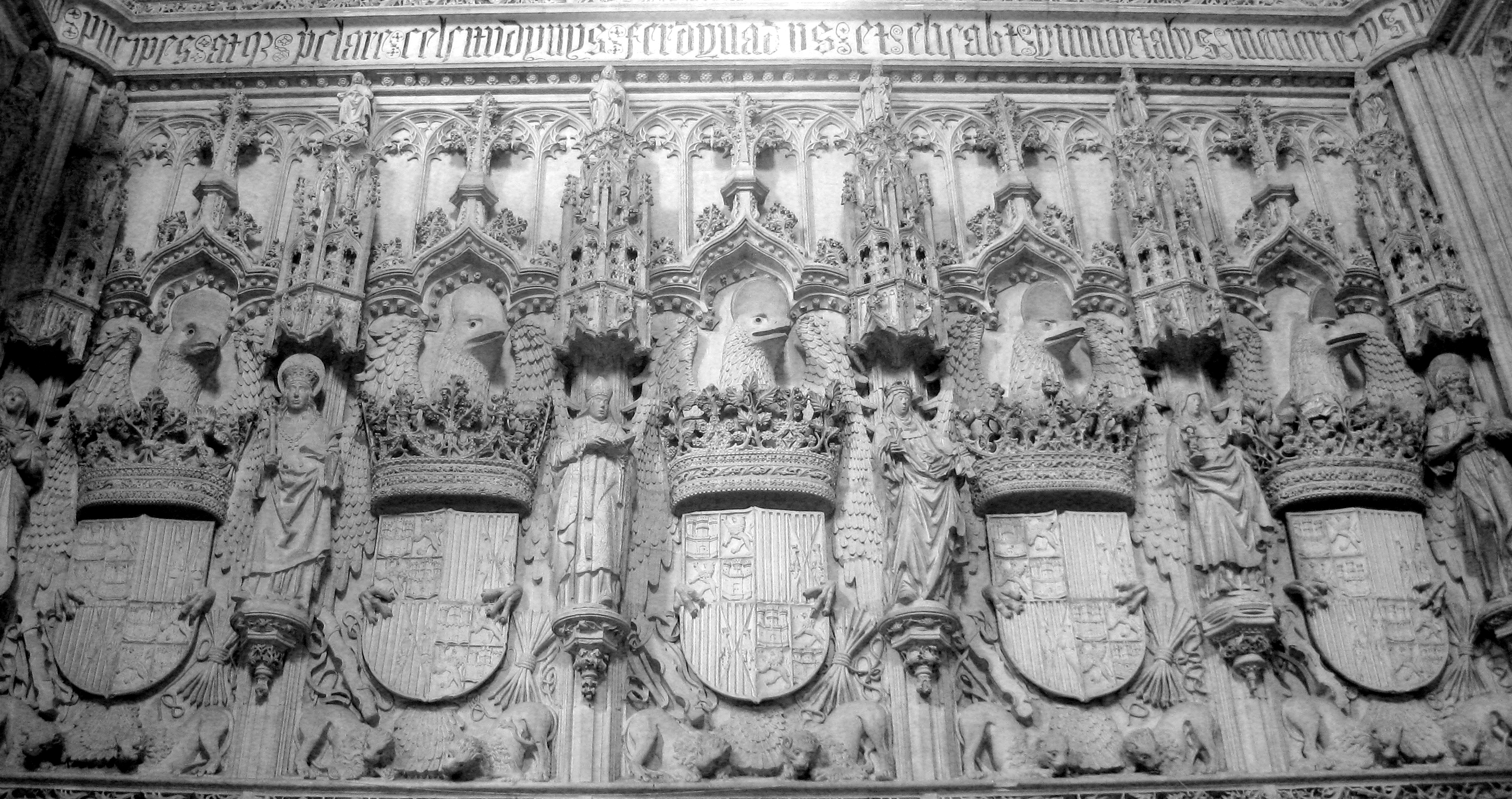
Decoración de San Juan de los Reyes.
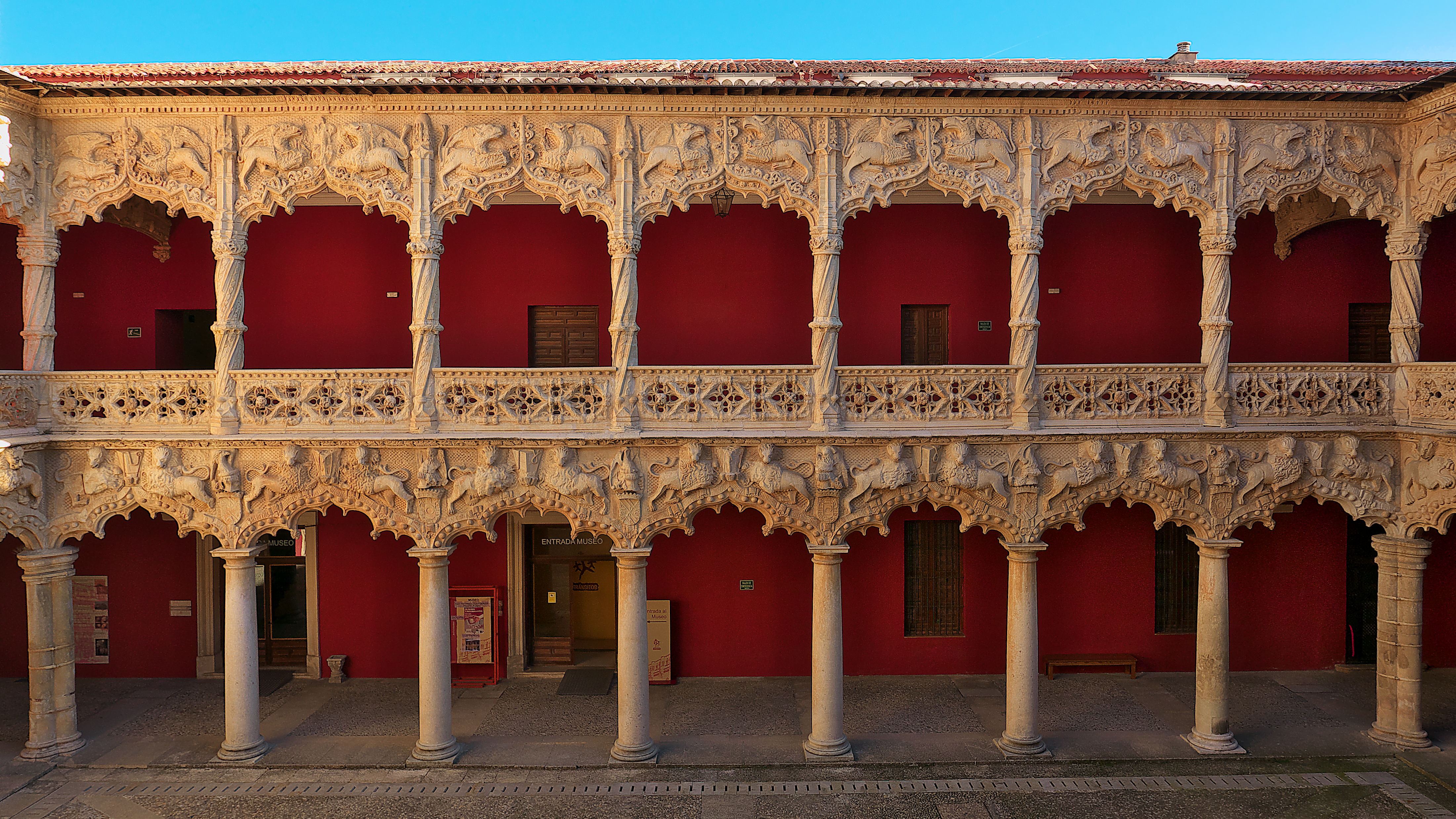
Patio del Palacio del Infantado.
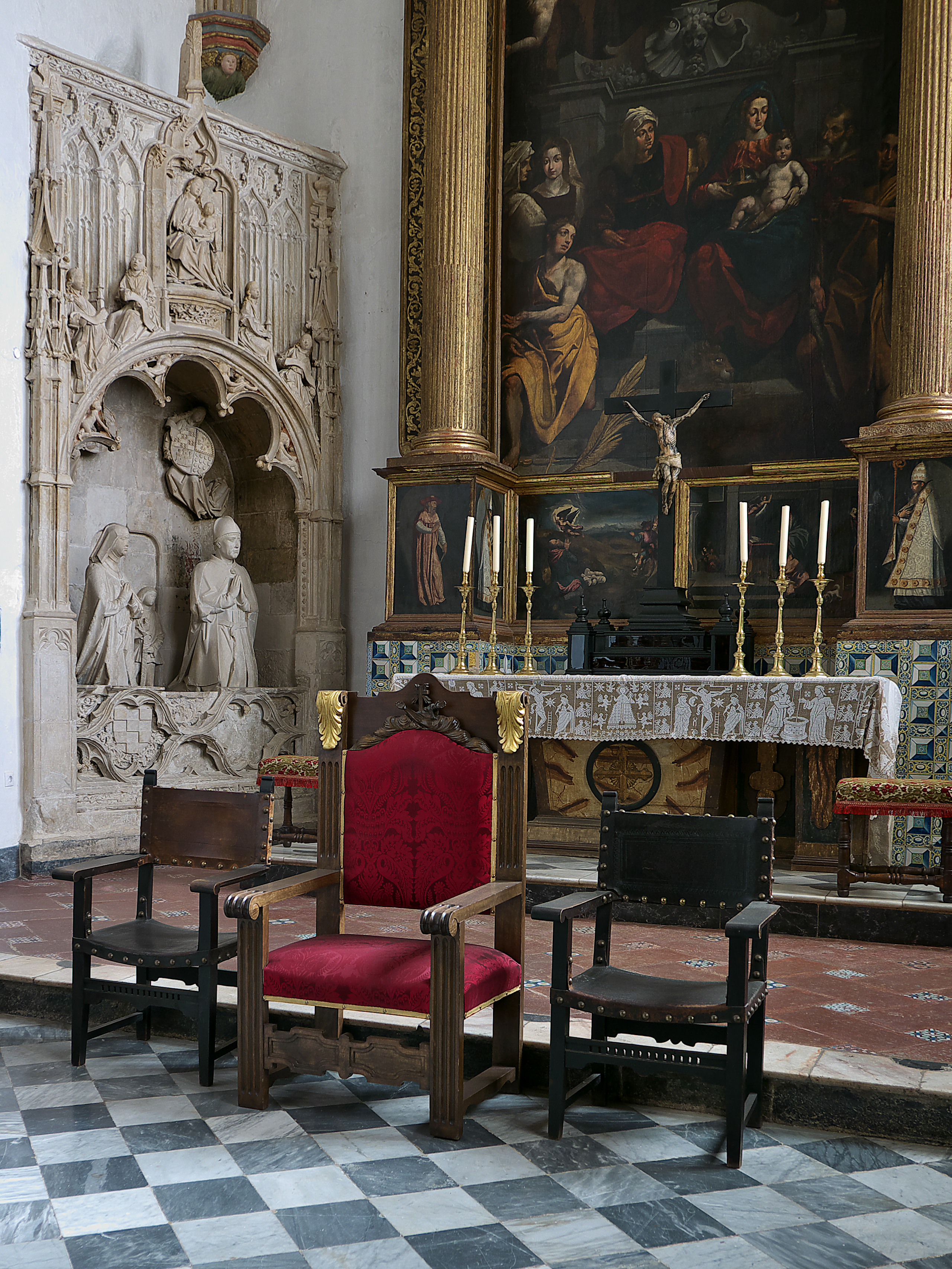
Sepulcro de Alfonso de Velasco e Isabel de Cuadros (Guadalupe).
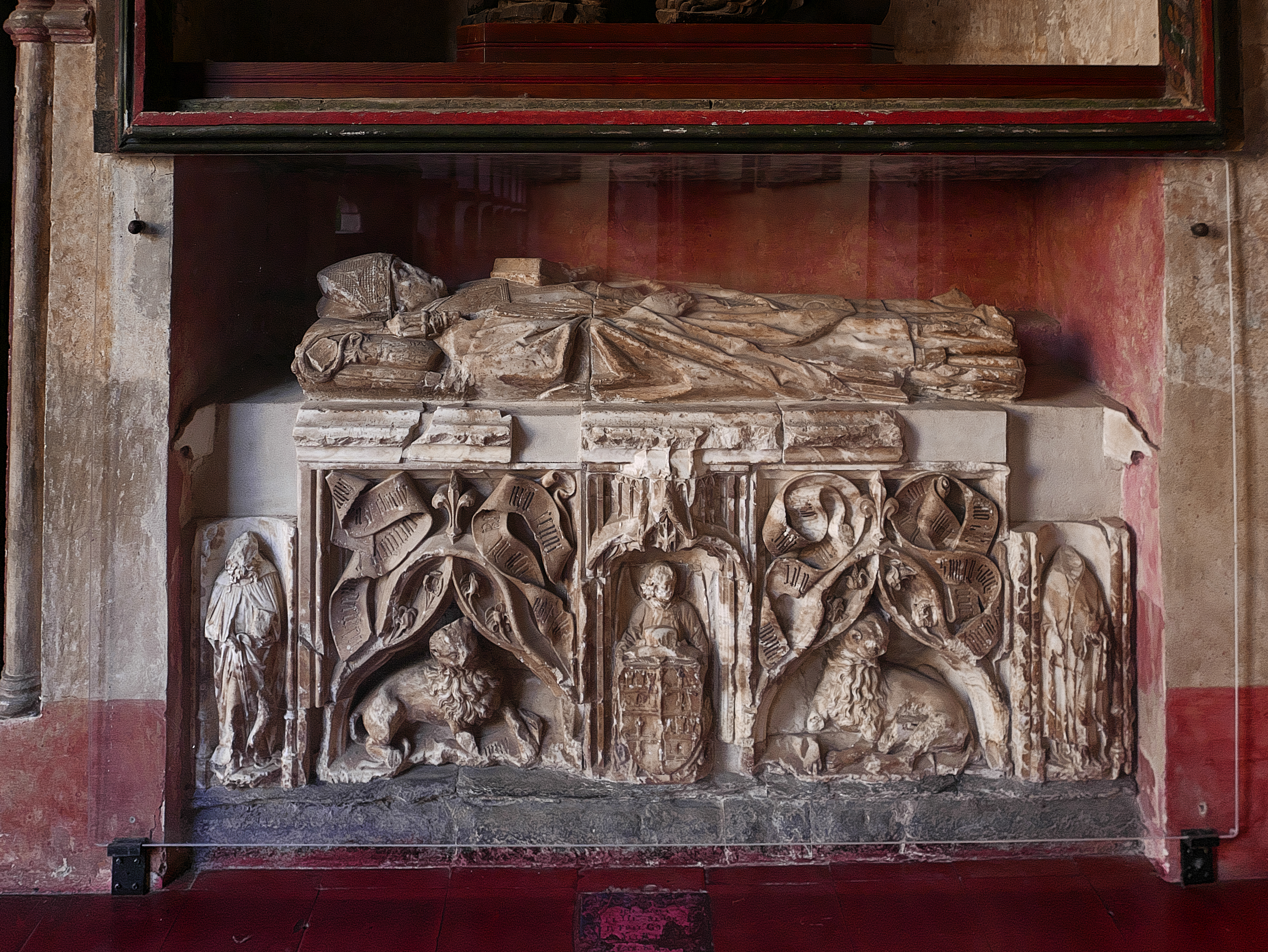
Sepulcro del obispo Gonzalo de Illescas (Guadalupe)
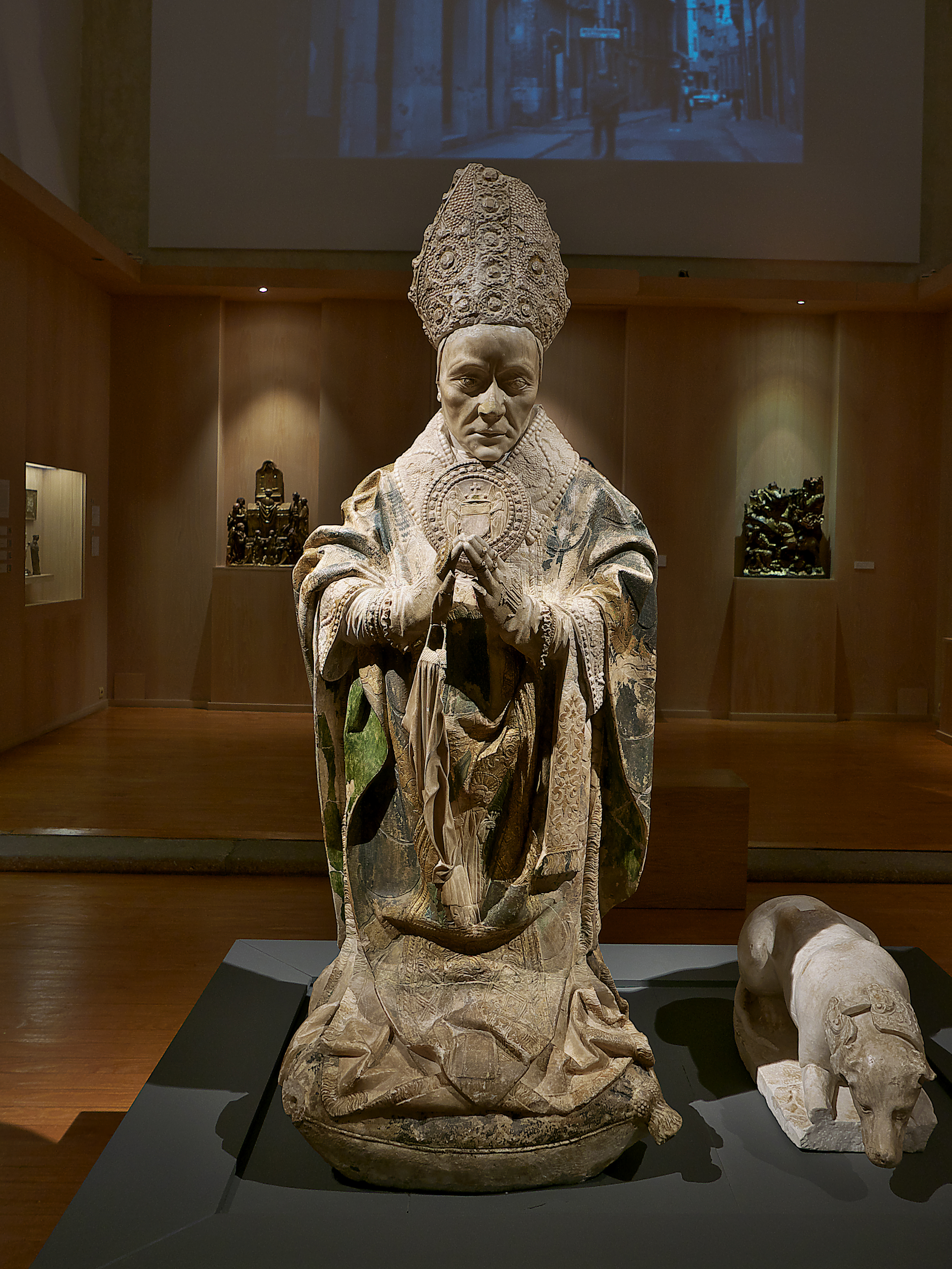
Figura orante de fray Lope de Barrientos